# Phytotoma rutila
Phytotoma rutila, conhecido popularmente como corta-ramos-de-rabo-branco, é uma ave passeriforme da família Cotingidae.
É encontrado na Bolívia, Paraguai, Argentina, Uruguai e extremo sul do Brasil.

## Caracterização
O corta-ramos-de-rabo-branco mede aproximadamente 18 cm de comprimento e pesa 32 gramas. Apresenta acentuado dimorfismo sexual: o macho adulto é mais vistoso, apresentando fronte e lado inferior vermelho-ferrugíneos, dorso acinzentado e estriado de preto e manchas brancas nas asas e na ponta da cauda, enquanto a fêmea é menos colorida, sendo toda marrom-claro manchada de preto e sem o vermelho característico do macho. A íris é vermelha. Possuem pequeno topete em forma de crista no píleo.
Ocorre desde o nível do mar até 3.600 metros de altitude em capoeiras, clareiras, arbustos, em áreas abertas e, inclusive, em jardins, pomares e áreas cultivadas.